# NGC 7672
NGC 7672 é uma galáxia espiral (Sb) localizada na direcção da constelação de Pegasus. Possui uma declinação de +12° 23' 06" e uma ascensão recta de 23 horas, 27 minutos e 31,4 segundos.
A galáxia NGC 7672 foi descoberta em 23 de Outubro de 1857 por William Parsons.